# In the Red
In the Red Records est un label indépendant de Los Angeles créé en 1991 par Larry Hardy.

## Artistes publiés
Il est connu pour avoir accueilli sur son label des groupes de garage punk comme Cheater Slicks, Thee Oh Sees, Reigning Sound, the Ponys, The Intelligence, the Dirtbombs, the Deadly Snakes, Sparks, Andre Williams, Black Lips, LAMPS, Pussy Galore, Boss Hog, Blues Explosion, Jay Reatard, The Horrors, Bassholes, The Fuse, Country Teasers, the King Khan & BBQ Show, Panther Burns, the Demon's Claws, Mark Sultan, Vivian Girls, Monkey Wrench, Human Eye, Strange Boys, Blank Dogs, Dávila 666,Speedball Baby et le groupe français Sonic Chicken 4.